# Shi Hanbing
Shi Hanbing (chinesisch 时寒冰, Pinyin Shí Hánbīng, * Februar 1972 in Shangcai, Henan) ist ein chinesischer Autor, Wirtschaftsforscher, Professor und Dozent. Er zählt zu den wichtigsten zeitgenössischen Kommentatoren und Prognostikern für Wirtschaft in China.
Shi Hanbing ist habilitierter Forscher für angewandte Wirtschaft am China Center for Industrial Security Research, Chinas einziger akademischer Institution für industrielle Sicherheitsthemen. Er arbeitet als freier Professor und Dozent für Wirtschaft an der Shanghai Jiaotong-Universität, der Fudan-Universität und Peking-Universität. Er war als Kommentator und Redakteur für “Shanghai Secrurties News” tätig, ist Gastkommentator bei China Central Television und Sonderberater für Phoenix Bobao News. Außerdem engagiert sich Shi Hanbing für karitative Zwecke und ist als Autor im Bereich der Wirtschaftsliteratur tätig. Er wurde mit wichtigen Preisen wie “Einflussreichste Persönlichkeit für Finanz- und Wirtschaftsmedien im Bereich Chinesische Sicherheitsmärkte” und “Autor des Jahres 2011 für chin. Publikationen” ausgezeichnet.
In den letzten 20 Jahren hat sich Shi Hanbing nicht nur auf die akademische Wirtschaftsforschung konzentriert, sondern auch besonders auf deren praktische Anwendung im Bezug auf Privatpersonen, sowie nationale politische und wirtschaftliche Strategien. Mit dem von ihm entwickelten “Interest Analysis System” gelang es ihm zahlreiche ökonomische Großereignisse vorauszusagen.
Seine Publikationen und Bücher im Bereich Wirtschaft sind stets unter den Bestsellern in China zu finden. Besonders zu erwähnen sind: “What should China do when the Subprime Mortale Crisis has changed the World?”, “How should we play the Chess Game of Economy”, “The Truth of the European debt Crisis and its Warning to China”, “The general Trend of Economy in the next Two Decades”.
Sein letztes Buch “The general Trend of Economy in the next Two Decades” ist wohl sein tiefgreifendstes und einflussreichstes Werk. Es stellt eine Erweiterung und Neuinterpretation der Forschungsergebnisse der letzten 20 Jahre da und es werden Fragen und Antworten zu folgenden drei Hauptthemen geliefert: Entscheidungsfindungsprozesse in China, dem Wettbewerb zwischen unterschiedlichen Kräften und “Global Game-Play”. Dabei werden nicht nur wichtige makroökonomische Trends in China und anderen wichtigen Weltwirtschaftssystemen dargestellt, sondern auch die Brücke zu mikroökonomischen Themen geschlagen wie Immobilienmärkte, Devisenmärkte, Rohstoffen etc. Viele der von Shi Hanbing in diesem Buch getroffenen Prognosen sind tatsächlich eingetroffen. Konkret finden sich in 37 Kapiteln mit zahlreichen Unterkapiteln neben einem Chinafokus folgende Schwerpunkte: Russland, die USA, Afrika, Japan, Europa und deren weltwirtschaftlichen Verknüpfungen.

## Bücher
- Hanbing Shi: Megatrends of the Next 20 Years: Forecasting the Future.  Shanghai University of Finance and Economics Press, July 2014.
- Hanbing Shi: Megatrends of the Next 20 Years: Problems Now.  Shanghai University of Finance and Economics Press, July 2014
- 미국,유럽,중국의화폐전쟁:세계경제위기속에서미래경제해법은 (The Truth of the European Debt Crisis).  평단문화사, 발행일, November 2013.
- China: in the Wake of the European Debt Crisis.  In Taiwan.  China Times Publishing Co., September 2013.
- 스한빙 경제대이동 -우리는 경제 대변화에 어떻게 대처할 것인가 (Economic Chess Game: What’s Your Move?).  평단문화사,January 2013.
- The Truth of the European Debt Crisis.  The Machine Press, August 2012.
- What Should Chinese do in this Grand Trends?  Shanghai University of Finance and Economics Press, May 2011
- What Should Chinese do in this Grand Trends?  In Taiwan.  China Times Publishing Co., May 2011.
- What Should Chinese Do in a World Changed by the Subprime Crisis?   China Machine Press, January 2009.

## Ausgewählte Artikel
- “How Increasing Financial Properties in Produce Affects the Food Security in China”, Journal of the Party School of the Central Committee, March 2015.
- “The Administrative Power and Ladder Shape Distribution of Property Prices in China”, Comparative Economic & Social Systems, November 2014
- “The Flow of Wealth and Ladder Shape Distribution of House”, Prices in China 2014 International Conference on Education Economic and Information Management，September 2014
- “My Proposal to Enrich Chinese”, Dongfang Daily, January 10, 2009.